# Otus madagascariensis
Otus madagascariensis là một loài chim trong họ Strigidae.